# Herophila beieri
Herophila beieri là một loài bọ cánh cứng trong họ Cerambycidae.